# Carles Xuriguera
Carles Xuriguera Hostench (Torroella de Montgrí, 20 de febrer de 1972) és un actor, director, guionista, escriptor, vitivinicultor i empresari català. Va ser membre fundador de la companyia Teatre de Guerrilla, entre 1998 i 2010, juntament amb Quim Masferrer i Fel Faixedas. Ha treballat a Rac1 col·laborant en els programes de ràdio L'hora del pati amb l'Albert Om, El món a Rac1 amb Xavier Bosch i el món a Rac1 amb Jordi Basté. També ha estat membre de l'equip d'El Suplement de Catalunya Ràdio amb Tatiana Siquella i membre del programa de La tribu de Catalunya Ràdio. Com a teatre de guerrilla van estrenar un total de 6 espectacles teatrals.
L'any 2010, Faixedas i Xuriguera decidiren crear la companyia teatral Dosics; la primera representació va ser l'obra No som res on els dos ex-guerrilla representen dos cosins que van a l'enterrament del seu avi.
Des de l'any 2012 que exerceix de viticultor i elaborador de vi a la seva terra natal que és l'Empordà amb vinyes al Massís del Montgrí i de les Gavarres amb celler al municipi de Fonteta (Forallac).
El juliol del 2019 entre com a vocal a la junta del consell regulador de la DOP Empordà.
Membre fundador del Clan Escrita.

## Obres
Llista incompleta de produccions on ha participat
Teatre
- Teatre Total
- Som i Serem
- El directe
- EEUUropa
- Somos lo que somos
- Fum
- No som res
- Live
- Ni rastre de qui vam ser
Televisió
- El club
- Caçadors de bolets
- Villa Guerrilla
- Ja t'ho faràs[4]
- Collita pròpia [5]
- En clau de vi[6]
- Glops